# Włodzimierz Ludwig

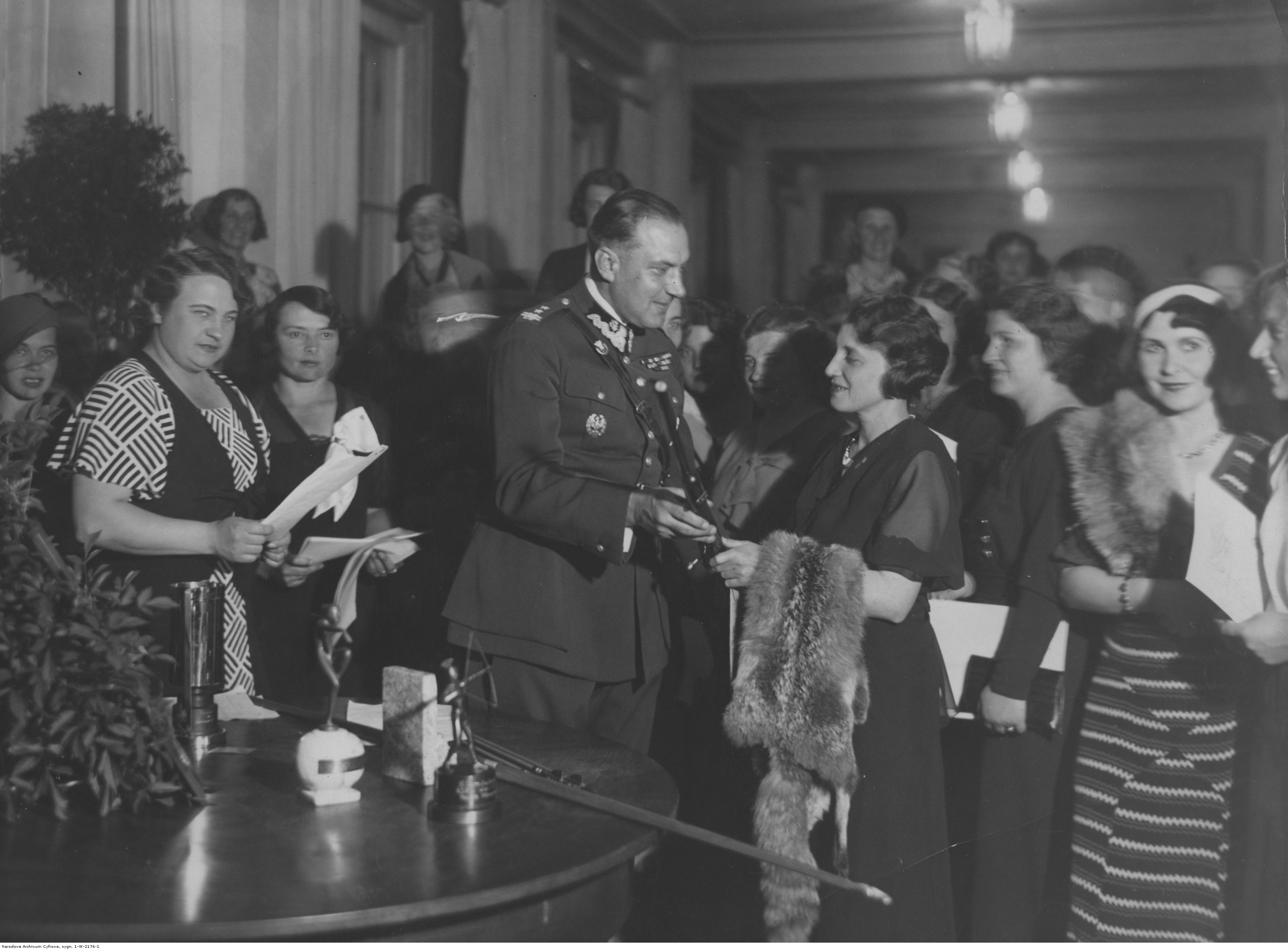
Zawody konne Rodziny Wojskowej w Warszawie 5 czerwca 1933. Ppłk dypl. art. Włodzimierz Ludwig wręcza nagrodę p. Kolendowskiej z Baranowicz.

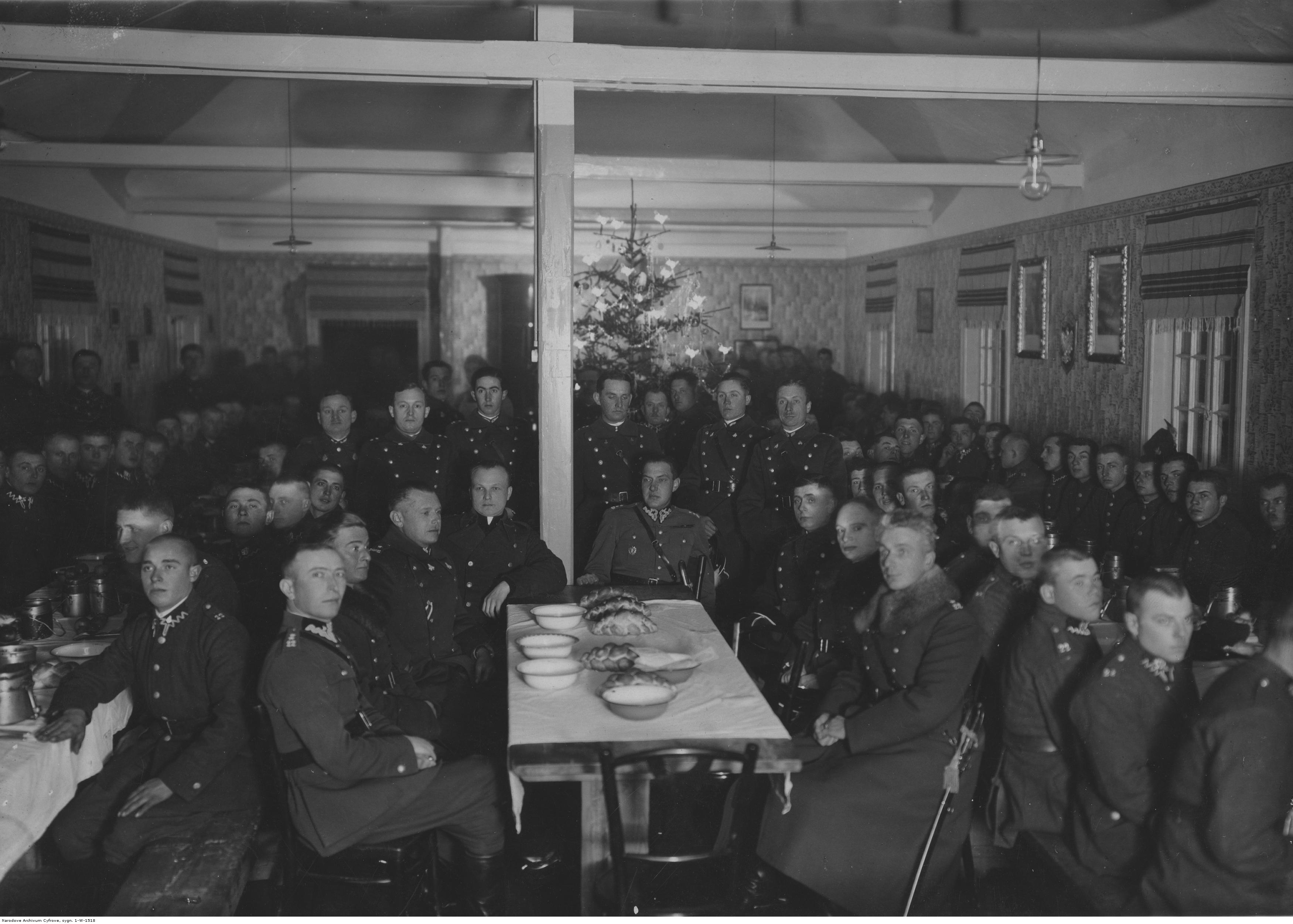
Ppłk dypl. Włodzimierz Ludwig, d-ca 22 Pułku Artylerii Lekkiej w Przemyślu, z żołnierzami w czasie wieczerzy wigilijnej.

Włodzimierz Juliusz Ludwig (ur. 11 grudnia 1889 w Warszawie, zm. 1 grudnia 1961 w Londynie) – pułkownik dyplomowany artylerii Wojska Polskiego.

## Życiorys
Urodził się 11 grudnia 1889 w Warszawie, w rodzinie Alojzego i Marii z Szolców. Był absolwentem Gimnazjum im. Jana Zamojskiego w Warszawie.
1 kwietnia 1911 zgłosił się do służby w cesarskiej i królewskiej Armii w charakterze jednorocznego ochotnika. Ukończył Szkołę Oficerów Rezerwy Artylerii. Na stopień kadeta rezerwy został mianowany ze starszeństwem z 1 stycznia 1913 i przydzielony w rezerwie do Pułku Artylerii Fortecznej Nr 2 w Krakowie.
Po odbyciu obowiązkowej służby wojskowej rozpoczął studia medyczne w Montpellier (Francja), ale przerwał je po dwóch latach i przeniósł się do Akademii Handlowej we Lwowie. Zagrożony aresztowaniem przez władze rosyjskie w lipcu 1914, uciekł do Krakowa.
W czasie I wojny światowej walczył w szeregach macierzystego pułku jako oficer wywiadowczy, oficer obserwacyjny, oficer baterii, instruktor kadry i w końcu dowódca baterii haubic fortecznych kalibru 15 cm.
Przyjęty do Wojska Polskiego 31 października 1918 reskryptem Rady Regencyjnej. Przydzielony został do 1 pułku artylerii w Garwolinie, a później do 8 pułku artylerii Legionów w którym pełnił funkcję adiutanta i oficera baterii. Z dniem 1 stycznia 1920 wyznaczony został na stanowisko szefa Wydziału Jeńców Wojennych Departamentu I Mobilizacyjno-Organizacyjnego Ministerstwa Spraw Wojskowych z jednoczesnym skierowaniem do Wojennej Szkoły Sztabu Generalnego w charakterze słuchacza II kursu. W połowie kwietnia skierowany został na praktykę sztabową do Departamentu I Mobilizacyjno-Organizacyjnego MSWojsk., w którym pełnił obowiązki szefa Wydziału Dyslokacyjnego. W okresie od stycznia do września 1921 kontynuował naukę w WSWoj. Studia ukończył z wyróżnieniem, otrzymał tytuł oficera Sztabu Generalnego i przydział na stanowisko szefa Wydziału „Zachód” w Oddziale IIIa Biura Ścisłej Rady Wojennej.
W latach 1926–1928 był attaché wojskowym w Bukareszcie. Na tym stanowisku wykazał się zdolnościami dyplomatycznymi, inicjatywą i energią. Rozwinął działalność na polu współpracy sojuszniczej przemysłów zbrojeniowych Polski i Rumunii oraz eksportu polskiego uzbrojenia. Razem z ówczesnym płk SG Tadeuszem Kasprzyckim opracował tekst konwencji wojskowej z Rumunią. 24 grudnia 1929 został mianowany podpułkownikiem ze starszeństwem z dniem 1 stycznia 1930 i 5. lokatą w korpusie oficerów artylerii. W tym samym miesiącu ogłoszono jego przeniesienie z 5 pułku artylerii polowej we Lwowie do 23 pułku artylerii polowej w Będzinie na stanowisko zastępcy dowódcy pułku. Z dniem 15 listopada 1930 został przeniesiony na stanowisko zastępcy szefa Oddziału III Sztabu Głównego. W czerwcu 1933 został przeniesiony do 22 pułku artylerii lekkiej w Przemyślu na stanowisko dowódcy pułku. Na stopień pułkownika został mianowany ze starszeństwem z dniem 1 stycznia 1936 i 4. lokatą w korpusie oficerów artylerii. W latach 1937–1939 był zastępcą gen. bryg. Józefa Zająca, dowódcy Obrony Przeciwlotniczej Ministerstwa Spraw Wojskowych. 2 września 1939 mianowany został dowódcą Obrony Przeciwlotniczej Kraju.
Współtwórca nowoczesnej artylerii przeciwlotniczej okresu międzywojennego, dowódca obrony przeciwlotniczej kraju we wrześniu 1939, a następnie przedostał się do Francji. Od 1 listopada 1939 do 1 kwietnia 1940 szef ewakuacji w Sztabie Naczelnego Wodza, a od 18 czerwca dowódca obrony przeciwlotniczej w składzie Polskich Sił Powietrznych. Ewakuował się do Wielkiej Brytanii, gdzie do 9 stycznia 1941 dowodził Ośrodkiem Wyszkolenia Artylerii Przeciwlotniczej w Crawford (Szkocja). Po zawieszeniu w czynnościach podjął służbę kontraktową w Armii Brytyjskiej. 1 września 1943 powrócił do Polskich Sił Zbrojnych i objął stanowisko szefa Sztabu Inspektoratu Zarządu Wojskowego ds. Cywilnych, a od 3 stycznia 1944 był oficerem łącznikowym Naczelnego Wodza przy Kwaterze Głównej Sił Sojuszniczych (Allied Forces Headquarters – AFHQ) w Algierze i szefem Polskiej Misji Wojskowej przy AFHQ.
Zmarł 1 grudnia 1961 w Londynie i został pochowany na cmentarzu w Acton.
Był żonaty z Laurą z Cyngottów, z którą miał dwóch synów: Wojciecha, majora artylerii i Stefana, który zginął w powstaniu warszawskim.

## Ordery i odznaczenia
- Krzyż Kawalerski Orderu Odrodzenia Polski (2 maja 1923)[11][12]
- Krzyż Walecznych
- Złoty Krzyż Zasługi (10 listopada 1928)[13]
- Medal Pamiątkowy za Wojnę 1918–1921
- Medal Dziesięciolecia Odzyskanej Niepodległości
- Odznaka Sztabu Generalnego[14]
- Państwowa Odznaka Sportowa[14]
- Krzyż Komandorski Orderu Korony Rumunii (Rumunia, 1929)[15]
- Krzyż Oficerski Orderu Gwiazdy Rumunii z mieczami (Rumunia, 16 stycznia 1923)[16]
- Krzyż Oficerski Orderu Lwa Białego (Czechosłowacja, 1934)[17]
- Krzyż Kawalerski Orderu Legii Honorowej (Francja)
- Krzyż Kawalerski Orderu Imperium Brytyjskiego (Wielka Brytania)
- Legia Zasługi (USA)

## Upamiętnienie
Decyzją Nr 90/MON Ministra Obrony Narodowej z dnia 12 czerwca 1996 imię pułkownika Włodzimierza Ludwiga przyjął 3 pułk przeciwlotniczy w Szczecinie.